# Eriocaulon teusczii
Eriocaulon teusczii là một loài thực vật có hoa trong họ Eriocaulaceae. Loài này được Engl. & Ruhland mô tả khoa học đầu tiên năm 1899.